# Harrie van 't Hoofd
Harrie van 't Hoofd (Heerlen, 18 januari 1921 – Hoensbroek, 2 april 1981) was een Nederlands voetballer die speelde voor SV Hoensbroek, Maurits, Juliana en MVV.

## Loopbaan

### Beginjaren
Hij werd geboren als negende in een gezin van tien kinderen. Hij begon pas als 19-jarige met clubvoetbal bij FCH en ging tijdens de oorlogsjaren over naar SV Hoensbroek.
Daar werd hij een centrumspits die bekend stond om zijn harde schoten en kopballen.

### Na de oorlog
De voetbalcompetitie lag stil in het laatste oorlogsjaar 1944/45. Hij verliet na de bevrijding derdeklasser Hoensbroek en maakte de stap omhoog naar Maurits in Geleen dat in de hoogste afdeling, de Eerste klasse, uitkwam.
Maurits begon de uitgestelde competitie in november 1945 met twee nederlagen in de Limburgse derby’s tegen SV Limburgia (0-1) en MVV (0-5). In de derde wedstrijd, op 2 december tegen Bleijerheide werd het eerst punt behaald (3-3). Van ’t Hoofd scoorde de drie treffers voor Maurits. Het waren zijn allereerste doelpunten in de Eerste klasse.
Hij kwam in zijn debuutseizoen op 25 goals en werd tweede op de nationale topschutterslijst na Wim Roosen (29 doelpunten) van landskampioen Haarlem.

### Tussenjaar
Toch keerde hij in 1946 terug naar zijn oude club Hoensbroek dat nu in de Tweede klasse uitkwam. Hij trof 24 keer doel en besloot na dit jaar het weer hogerop te zoeken. Juliana uit Spekholzerheide werd in 1947 zijn volgende club. Met de komst van Van ’t Hoofd en André Ravestijn van MVV werd de Juliana-aanval flink versterkt. Hij bleef twee seizoenen bij Juliana en vertrok in 1949 weer naar Maurits. Als clubtopscorer en de meest scorende speler van het district Zuid I nam hij afscheid van Juliana. 

### Maurits kampioen
Van ’t Hoofd beleefde met zijn nieuwe club Maurits een topjaar. Het elftal van trainer en oud-international Bas Paauwe greep het kampioenschap in de Eerste klasse Zuid II. Dat gebeurde in het nieuwe Mauritsstadion dat vlak voor de competitie (10 augustus) in gebruik werd genomen.
Van ’t Hoofd kende een goede binnenkomer met zijn hattrick in de seizoensopening op 11 september 1949 tegen TSC (3-2). Na de 2-0 thuiszege op Eindhoven was het kampioenschap een feit op 19 maart 1950.

### Om de landstitel

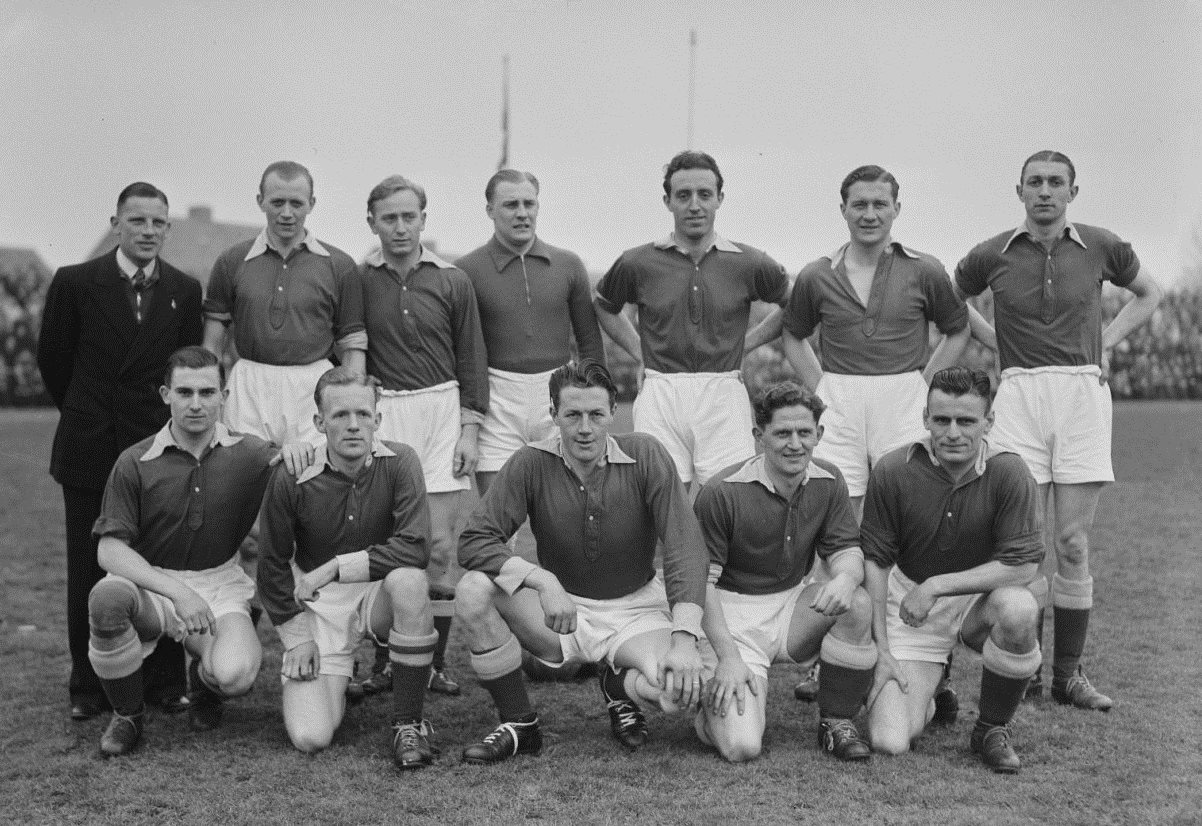
Van ’t Hoofd, knielend in het midden, met kampioenselftal Maurits in maart 1950

Maurits nam het in de kampioenscompetitie op tegen de Amsterdamse clubs Ajax en Blauw Wit, Heerenveen uit het noorden, Enschedese Boys uit het oosten en provinciegenoot Limburgia dat de titel won in Zuid I. Maurits begon met twee nederlagen. Na het 1-4 thuisverlies tegen Blauw Wit op 2 april, ging een week later de derby tegen Limburgia met 4-3 verloren. De hattrick van Van ’t Hoofd mocht niet baten. Maurits herstelde zich en won op 30 april thuis voor 20.000 toeschouwers met 2-1 van de latere landskampioen Limburgia.
Maurits eindigde op de derde plaats. Harrie van ’t Hoofd kende een persoonlijk succes want hij werd met tien doelpunten de topschutter van de nationale titelstrijd. Hij kwam in de belangstelling van de Franse profclub Le Havre maar hij sloeg het aanbod af.

### Terug naar Juliana
Maurits kon het topseizoen geen vervolg geven. In het volgende jaar eindigde de club als zevende en zakte daarna af naar de onderste regionen. De club degradeerde in 1954. Van ’t Hoofd maakte dit niet meer mee want hij keerde in 1953 terug naar Juliana.
Hij speelde op 21 december 1952 zijn laatste duel voor Maurits. Hij scoorde eenmaal in de met 3-2 verloren uitwedstrijd tegen Eindhoven. Hij vroeg rond de jaarwisseling overschrijving aan naar Juliana en kwam daarom niet meer in actie in de tweede competitiehelft. Spelers die van club wisselden, moesten in die tijd vaak een jaar wachten voordat ze weer speelgerechtigd waren. Van ’t Hoofd kon pas op tweede kerstdag, 26 december 1953, voor Juliana zijn rentree maken. Hij speelde nog tien duels waarin hij even zo vaak scoorde. 

### Profvoetbal bij MVV
Bij de invoering van het profvoetbal met de ‘wilde’ competitie van de NBVB in 1954 raakte Juliana stadion Kaalheide als thuisbasis kwijt. De nieuwe profclub Rapid '54 kreeg onderdak op Kaalheide en Juliana nam haar oude terrein weer in gebruik. Van ’t Hoofd en de meeste spelers van Juliana bleven hun club trouw. 
Hij speelde met Juliana de laatste wedstrijd op 14 november 1954 toen MVV met 2-0 werd geklopt. Door de fusie van de voetbalbonden KNVB en NBVB startte op 28 november een geheel nieuwe competitie. Juliana ging samen met Rapid '54 op in Rapid JC. Van ’t Hoofd maakte de overgang naar de fusieclub niet mee en koos voor MVV. Hij debuteerde in Maastricht op 2 januari 1955 met een doelpunt in de thuiswedstrijd tegen Leeuwarden (2-3). 
Hij maakte het competitieslot niet meer mee. Want hij brak op 15 mei 1955 zijn scheenbeen in de thuiswedstrijd tegen Zwolsche Boys en was een halfjaar uitgeschakeld. Hij maakte zijn rentree op 13 november 1955 en een week later thuis tegen PSV (0-0)  speelde hij zijn laatste profwedstrijd.

### Hoensbroek
Na zijn vertrek bij MVV keerde hij in 1956 terug bij Hoensbroek. Aanvankelijk als trainer maar al snel trok hij de voetbalschoenen weer aan. Door zijn vele doelpunten maakte de club na twee kampioenschappen op rij de sprong van de Derde naar de Eerste klasse. Hoensbroek beleefde in het seizoen 1958/59 een goede start in de hoogste amateurklasse. De debutant voerde de ranglijst aan in de Eerste klasse C en finishte uiteindelijk op de derde plaats. Hij beëindigde daarna op 38-jarige leeftijd zijn voetballoopbaan. Hij bleef als elftalleider en bestuurslid technische zaken aan de club verbonden. Hij sprong ook na zijn veertigste nog af en toe in als veldspeler. Zoals in mei 1961 toen de club in degradatiegevaar verkeerde.
Hij ging op jonge leeftijd werken in de familiezaak, Aannemersbedrijf Gebroeders van ’t Hoofd. Hij nam het bouwbedrijf over en droeg het later weer over aan zijn zoon. In zijn laatste levensjaar werd hij ziek en onderging een longoperatie. Tijdens zijn herstel werd hij thuis op 2 april 1981 getroffen door een hartstilstand en overleed op 60-jarige leeftijd.

## Clubstatistieken
| Seizoen | Club          | Land      | Competitie                   | Competitie | Competitie | Beker | Beker | Internationaal | Internationaal | Overig | Overig | Totaal | Totaal |
| Seizoen | Club          | Land      | Competitie                   | Wed.       | Dlp.       | Wed.  | Dlp.  | Wed.           | Dlp.           | Wed.   | Dlp.   | Wed.   | Dlp.   |
| ------- | ------------- | --------- | ---------------------------- | ---------- | ---------- | ----- | ----- | -------------- | -------------- | ------ | ------ | ------ | ------ |
| 1945/46 | Maurits       | Nederland | Eerste klasse Zuid II        | 20         | 25         | –     | 0     | 0              | 0              | 0      | 0      | 20     | 25     |
| 1946/47 | SV Hoensbroek | Nederland | Tweede klasse A Zuid II      | 20         | 24         | –     | 0     | 0              | 0              | 0      | 0      | 20     | 24     |
| 1947/48 | Juliana       | Nederland | Eerste klasse Zuid I         | 18         | 17         | –     | 0     | 0              | 0              | 0      | 0      | 18     | 17     |
| 1948/49 | Juliana       | Nederland | Eerste klasse Zuid I         | 20         | 24         | –     | 0     | 0              | 0              | 0      | 0      | 20     | 24     |
| 1949/50 | Maurits       | Nederland | Eerste klasse Zuid II        | 18         | 24         | –     | 0     | 0              | 0              | 10     | 10     | 28     | 34     |
| 1950/51 | Maurits       | Nederland | Eerste klasse E              | 22         | 15         | –     | 0     | 0              | 0              | 0      | 0      | 22     | 15     |
| 1951/52 | Maurits       | Nederland | Eerste klasse D              | 25         | 9          | –     | 0     | 0              | 0              | 0      | 0      | 25     | 9      |
| 1952/53 | Maurits       | Nederland | Eerste klasse C              | 12         | 7          | –     | 0     | 0              | 0              | 0      | 0      | 12     | 7      |
| 1953/54 | Juliana       | Nederland | Eerste klasse D              | 10         | 10         | –     | 0     | 0              | 0              | 0      | 0      | 10     | 10     |
| 1954/55 | Juliana       | Nederland | Eerste klasse D (afgebroken) | 9          | 5          | –     | –     | 0              | 0              | 0      | 0      | 9      | 5      |
| 1954/55 | MVV           | Nederland | Eerste klasse C              | 14         | 13         | –     | –     | 0              | 0              | 0      | 0      | 14     | 13     |
| 1955/56 | MVV           | Nederland | Hoofdklasse B                | 2          | 0          | –     | –     | 0              | 0              | 0      | 0      | 2      | 0      |
| Totaal  | Totaal        | Totaal    | Totaal                       | 190        | 173        | 0     | 0     | 0              | 0              | 10     | 10     | 200    | 183    |